# Monika Ertl
Monika Ertl (Múnich, Baviera, Alemania nazi; 7 de agosto de 1937 - El Alto, Bolivia; 12 de mayo de 1973) fue una militante y guerrillera germano-boliviana. Hija del camarógrafo/fotógrafo de cine y propagandista nazi Hans Ertl, nació en una familia de clase burguesa y en su juventud se unió a las guerrillas comunistas internacionales, haciéndose mundialmente conocida por asesinar al coronel Roberto Quintanilla, el hombre responsable de cortarle las manos al Che Guevara luego de su ejecución por parte del gobierno boliviano. Continuó sirviendo como soldado en el Ejército de Liberación Nacional (ELN) y resistiendo al gobierno boliviano, hasta que fue abatida por los servicios de seguridad bolivianos en 1973. Su cuerpo nunca fue devuelto a su familia y el lugar de su tumba sigue siendo desconocido. Desde su muerte y hasta la actualidad es conocida y recordada mundialmente como "La vengadora del Che Guevara".

## Vida
Monika Ertl era hija de Hans Ertl, camarógrafo alemán de la cineasta nazi Leni Riefenstahl. En 1948, durante el periodo de desnazificación posterior a la Segunda Guerra Mundial, su padre emigró a Bolivia. En 1953 lo siguió su familia. Se instalaron en una granja que él compró en la selva boliviana, donde más tarde hizo sus últimas películas. Pese a su corta edad, dieciséis años, acompañó a su padre en las expediciones a la selva y trabajó como asistente de cámara.
Después de un fallido matrimonio con un boliviano de ascendencia alemana, ingresó a finales de los 60 en el ELN (Ejército de Liberación Nacional) de Bolivia. Tuvo al principio un papel más bien pasivo en la lucha revolucionaria y destacó tras la muerte del Che Guevara en la fase de reconstrucción del movimiento. Así, se dedicó a ayudar a los combatientes sobrevivientes del fallido levantamiento de Guevara contra el gobierno militar brindándoles refugio, especialmente a los hermanos Inti y Chato Peredo, los seguidores de Guevara en la dirección del ELN. Gracias a su capacidad de organización, Ertl se convirtió, bajo el nombre de batalla de Imilla, en uno de los principales dirigentes de la organización. Primero buscaron un lugar de entrenamiento para los seguidores del ELN. Ertl solicitó a su padre usar su inmensa granja, pero este se negó, por sus pocas perspectivas de éxito. En 1970, fue reconocido el automóvil de Monika Ertl como el coche huido en el atraco a un banco para recaudar fondos del ELN.
Monika Ertl estuvo involucrada en el asesinato de Roberto Quintanilla Pérez, cónsul boliviano en Hamburgo, aunque la autoría de Ertl nunca pudo ser probada. La pistola utilizada en el asesinato pertenecía a la editorial italiana de Giangiacomo Feltrinelli, quien en ese momento estaba en la clandestinidad política.
La víctima, el coronel de la policía Toto Quintanilla, había sido señalado por el ELN como uno de los principales responsables de la ejecución del Che Guevara: tras la ejecución de Guevara se habían separado sus manos, no se sabe si para su identificación o como trofeo. Esto se hizo, de acuerdo con el testimonio de Chato Peredo en una entrevista en 1988, por orden de Quintanilla.
En 1972, Ertl fue juzgada junto con Régis Debray por el intento de secuestro del antiguo jefe de la Gestapo en Lyon, Klaus Barbie, quien vivía en Bolivia bajo el falso nombre de Klaus Altmann, empleado en el Ministerio del Interior de Bolivia. El plan era llevar a Barbie hasta Francia a través de Chile para allí entregarlo a la justicia. El intento de secuestro fracasó.
Segùn Alvaro de Castro, el fiel asistente de Klause Barbie alias Altman durante 20 años, fue el que reconoció a Ertl en la calle de La Paz unos días antes y la denuncio al ministerio del interior. Pocos después de este acontecimiento, el 10 de mayo de 1973, Ertl fue asesinada por las fuerzas bolivianas de la dictadura de Hugo Banzer. En la pequeña colonia alemana de La Paz, los Ertl y Altman eran ligados socialmente. Nunca su cuerpo fue entregado.

## Recepción
La película documental alemana Se busca: Monika Ertl (1988, 16mm, 84 minutos) de Christian Baudissin, se refiere a la vida de la guerrillera.

## Literatura
- Knigge, Jobst (2010): Feltrinelli. Sein Weg in den Terrorismus (Feltrinelli, su camino hacia el terrorismo). Berlín: Universidad Humboldt, 2010.
- Schreiber, Jürgen: Sie starb wie Che Guevara. Die Geschichte der Monika Ertl (Ella murió como el Che Guevara, la historia de Monika Ertl). Düsseldorf: Artemis & Winkler, 2009 ISBN 978-3-538-07274-9.[3]
- Hasbún, Rodrigo (2015): Los afectos. Barcelona: Penguin Random House Grupo Editoria, S. A. U., 2015.
- La novela La Neige brûle de Régis Debray es un homenaje literario a Monika[4]